# Крюдите
Крюдите́ (крудите́, от фр. crudités) — французская закуска из очищенных и нарезанных сырых овощей либо фруктов.
Примеры крюдите — палочки сельдерея, моркови, огурца, полоски болгарского перца, кусочки брокколи, цветной капусты, фенхеля, стебли спаржи; кружочки банана, дольки цитрусовых, ломтики яблок и так далее.
Популярная закуска для фуршетного и шведского стола. Подаётся, как правило, c винегретной заправкой или другим соусом-дипом. Крюдите подают как на большом общем блюде, так и в индивидуальных порционных стаканах.

## Этимология
Crudités означает «сырые вещи», от среднефранцузского crudité (XIV век), oт латинского cruditatem (именительный падеж cruditas), от crudus «грубый; не приготовленный, сырой, кровавый». Термин вошёл и в другие языки, в частности, в английском он впервые был использован в примерно в 1960 году.